# Hôtel de Toulouse (Compiègne)
L'hôtel de Toulouse est situé à Compiègne, dans le département de l'Oise.

## Historique
L'édifice est inscrit au titre des monuments historiques par arrêté du 31 décembre 1946.